# Ziemia Ognista, Antarktyda i Wyspy Południowego Atlantyku

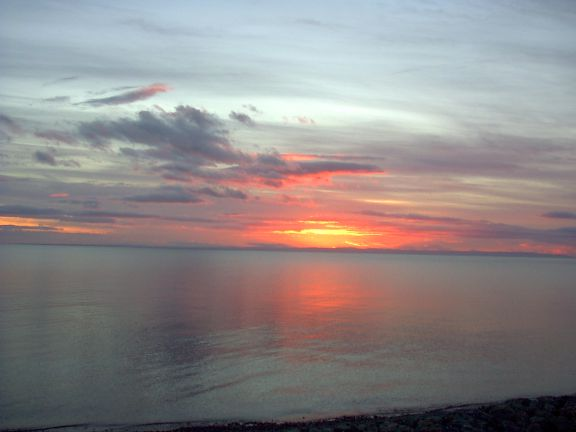
Cieśnina Magellana o wschodzie słońca

Ziemia Ognista, Antarktyda i Wyspy Południowego Atlantyku (hiszp.: Provincia de Tierra del Fuego, Antártida e Islas del Atlántico Sur) – południowa prowincja Argentyny, oddzielona od kontynentalnej części kraju cieśniną Magellana, leżąca we wschodniej części wyspy Ziemia Ognista (dzielonej z Chile) i mniejszych wyspach. Argentyna zalicza do tej prowincji również część Antarktydy, oraz Falklandy (zwane po hiszpańsku Malvinas) i wyspy Georgia Południowa i Sandwich Południowy, znajdujące się pod administracją Wielkiej Brytanii. Nazwa prowincji jest zazwyczaj skracana do formy Ziemia Ognista (Tierra del Fuego).

## Historia
Najmłodsza z argentyńskich prowincji była zasiedlona już 12 000 lat temu. W momencie przybycia pierwszych Europejczyków, zamieszkiwało ją około 10 000 ludzi, należących do czterech szczepów Yámana, Alacaluf, Selk'nam oraz Manek'enk (Haush). Po pięćdziesięciu latach od odkrycia przez Europejczyków, populacja tubylcza liczyła już tylko około 350 osób. Pozostali zmarli w wyniku epidemii oraz celowej eksterminacji.
Stolicą prowincji jest miasto Ushuaia, nazwa pochodzi z lokalnego języka, w którym oznacza Zatoka u krańca.
Terytorium dla Europejczyków odkryła ekspedycja Ferdynanda Magellana. Gdy Magellan dobił do brzegu zobaczył ląd zasnuty dymem. Dym pochodził z ognisk, które palili Indianie aby się ogrzać. W pierwszej chwili odkrytą wyspę nazwał Ziemią Dymu. Nazwa ta nie zyskała uznania u króla Hiszpanii Karola V Habsburga, który zdecydował, że lepszą nazwą będzie Ziemia Ognia.
Juan de Alderete w 1555 roku, a następnie Pedro Sarmiento de Gamboa próbowali założyć tu osady, jednak niesprzyjający klimat i ciągłe ataki brytyjskich piratów, u których Gamboa znalazł się w niewoli, pokrzyżowały te plany.
Ziemię Ognistą i okoliczne wysepki badali odkrywcy hiszpańscy, holenderscy, brytyjscy i francuscy. Gabriel de Castilla przeszedł całą wyspę przed odkryciem Antarktydy, podczas gdy FitzRoy i Charles Darwin badali te ziemie, oraz inne części Patagonii.
W roku 1820 Argentyna zbudowała kolonię karną Puerto Soledad na Falklandach, lecz inwazja brytyjska zmusiła gubernatora Luisa Verneta do opuszczenia Falklandów, wraz z mieszkańcami kolonii. Luis Piedrabuena ustanowił bazę San Juan de Salvamento na Wyspie Stanów (Isla de los Estados). Po uznaniu suwerenności Argentyny na tym obszarze, Thomas Bridges założył misję anglikańską w Ushuaia (w 1870), wkrótce potem misję w Río Grande założyli Salezjanie.
W roku 1884 powstał Zarząd Ziemi Ognistej (Government of Tierra del Fuego), do której już wówczas zaliczono część Antarktydy oraz Falklandy, Georgię Południową i Sandwich Południowy. W tym samym czasie wyznaczono granicę z Chile, którą na Ziemi Ognistej stanowi południk 68 36'38 W.
Granica między Argentyną a Chile wzdłuż kanału Beagle była sporna przez wiele lat. Źródłem konfliktu stała się przynależność do jednego z państw wysp Picton, Lennox i Nueva oraz wód Kanału Beagle i związane z tym możliwości rybołówstwa, prawdopodobne złoża ropy naftowej oraz potencjalne prawa do Półwyspu Antarktycznego. Spór narastał i w latach osiemdziesiątych XX wieku doprowadził do konfliktu zbrojnego, który jednak nie był prowadzony na szeroką skalę. Zakończył się on przy udziale mediacji papieża Jana Pawła II. 23 stycznia 1984 r. podpisano a 2 maja 1985 r. ratyfikowano Traktat o Pokoju i Przyjaźni argentyńsko-chilijskiej (Tratado de Paz y Amistad Argentino–Chileno). W wyniku porozumienia Chile otrzymało wyspy a Argentyna większość praw morskich. Przy pomocy tego traktatu uregulowano także spory dotyczące przebiegu granicy przez Cieśninę Magellana.
Załogi statków opływających od południa Amerykę Południową przywoziły do Europy wieści o niegościnności Ziemi Ognistej, opisując ją jako nie nadającą się do zasiedlenia. W rzeczywistości jednak wcale nie jest to najrzadziej zaludniona prowincja Argentyny. Gęstość zaludnienia równa 4,75 mieszkańca/km², jest wyższa niż w pięciu prowincjach leżących na kontynencie. Jest to wynikiem kilku fal imigracji.
Gorączka złota na Ziemi Ognistej rozpoczęła się ok. 1883 roku. Wielu Chorwatów przybyło tu wówczas w poszukiwaniu złota. Ten „bieg po złoto” przyniósł efekt uboczny w postaci poprawy infrastruktury wyspy, na przykład założenia na niej telegrafu. Choć w 1910 złoża złota wyczerpały się, większość imigrantów zdecydowała się na pozostanie.
Po utworzeniu Gobernación Marítima de Tierra del Fuego w roku 1943, rozpoczęto budowę baz morskich w Ushuaia i Río Grande, a także lotniska. Kolejna poprawa infrastruktury zaowocowała następną falą imigracji, tak z Argentyny, jak i innych krajów.
Dopiero w 1990 roku Ziemia Ognista uzyskała status prowincji, a pierwszego gubernatora wybrano w roku 1992.

## Geografia i klimat
Pod względem geograficznym, prowincję można podzielić na 3 obszary: Ziemię Ognistą, Antarktydę Argentyńską oraz wyspy południowego Atlantyku.

### Wyspa Ziemia Ognista
Niewysokie góry i piaszczyste plaże północnej części wyspy upodabniają ten rejon do stepów prowincji Santa Cruz. Pośrodku wyspy znajduje się południowy koniec łańcucha Andów, z najwyższym szczytem wyspy, Mount Cornú (1490 m n.p.m.). W górach ma źródła kilka krótkich rzek (Grande, Moneta, Ona, Lasifashaj, i inne). Z powodu niskich temperatur, występują tu też niewielkie lodowce. Średnia roczna temperatura wynosi 5,3 °C, opady natomiast od 300 mm rocznie na północy do 550 mm rocznie na południu.

### Argentyński sektor Antarktydy

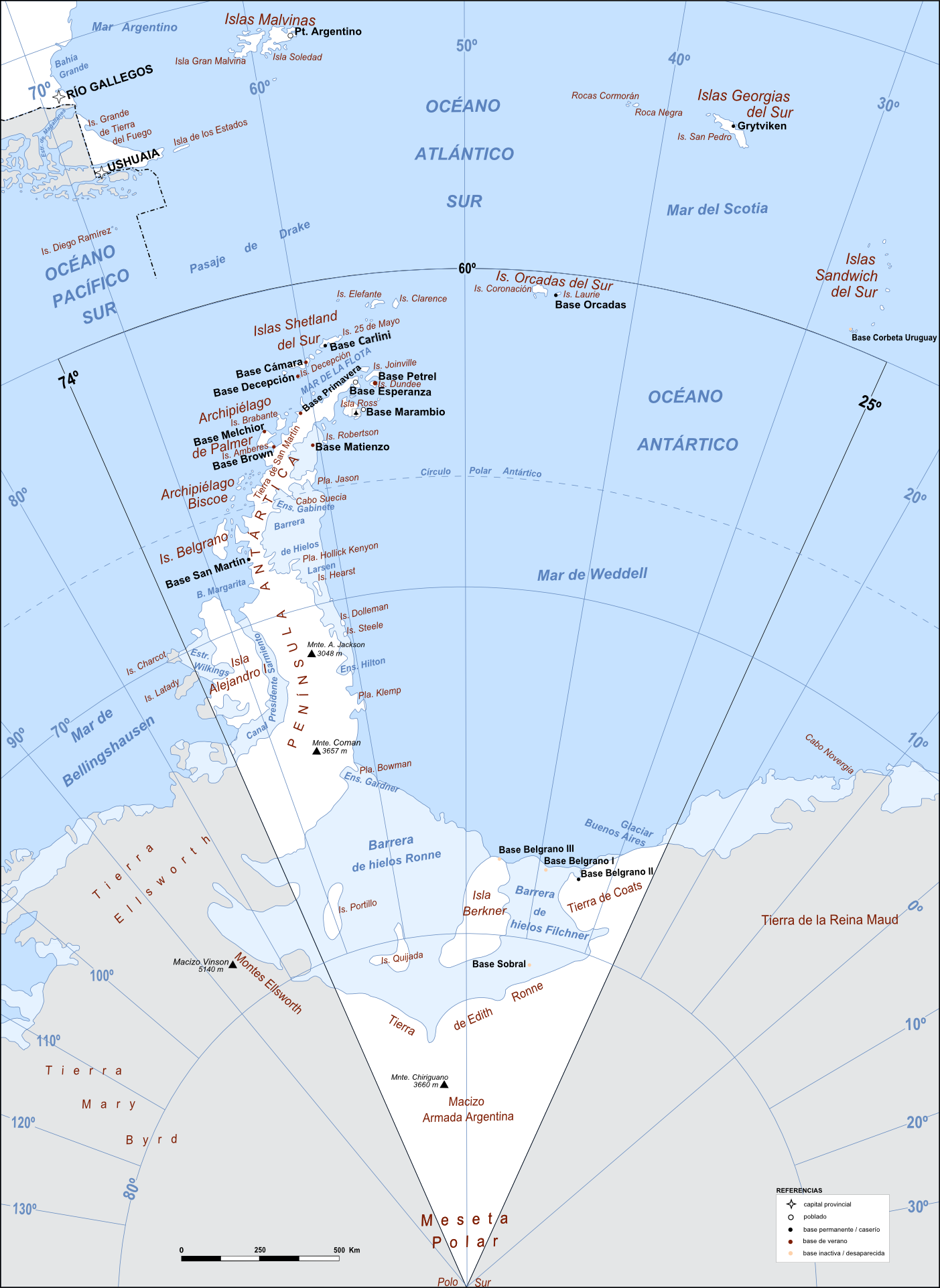
Sektor Antarktydy między 25º W a 74º W

Argentyna rości sobie pretensje do sektora Antarktydy obejmującego najłatwiej dostępny Półwysep Antarktyczny i większą część Morza Weddella. Bardzo podobny obszar, również obejmujący ten półwysep i przyległe wyspy, jest uznawany przez Chile za część prowincji Antarktyka Chilijska, natomiast Wielka Brytania zalicza te tereny do Brytyjskiego Terytorium Antarktycznego. Do czasu obowiązywania traktatu antarktycznego roszczenia te są zawieszone i działalność ludzka na tym obszarze ma charakter naukowy. Najwyższym szczytem w tej części Antarktydy jest Monte Chiriguano na Ziemi Edith Ronne, o wysokości 3360 m n.p.m. Klimat jest mroźny, z silnymi wiatrami.

### Wyspy południowego Atlantyku
Większość wysp południowego Atlantyku posiada klimat wilgotny, z wyjątkiem Falklandów. Dla porównania, Wyspę Stanów czy Año Nuevo porastają niskie lasy złożone z drzew lenga i ñire. Natomiast na Falklandach znajdują się suche tereny stepowe, ciągle smagane wichrami. Subantarktyczne wyspy Georgia Południowa i Sandwich Południowy, a także leżące już w Antarktyce Orkady Południowe, mają klimat znacznie chłodniejszy.

## Gospodarka
Prowincja Ziemia Ognista korzysta z przywilejów celnych, wprowadzonych dla wsparcia przemysłu i jako zachęta dla imigrantów do zasiedlania słabiej zaludnionych regionów. Na dodatek, jest to jedna z bogatszych prowincji Argentyny, o poziomie życia ustępującym jedynie miastu Buenos Aires oraz prowincji Santa Cruz.
Ostatnio duże inwestycje poczyniono w mieście Río Grande, gdzie istnieją obecnie fabryki znanych firm argentyńskich i zagranicznych, z najbardziej znanych: koreański Samsung i argentyński Teltron. Produkuje się telewizory w technologii HDTV, na masową skalę płyty kompaktowe, oraz tańsze modele telefonów komórkowych, w oparciu o komponenty produkowane w Argentynie. Nadal ważną gałęzią gospodarki pozostaje hodowla owiec, jako źródła wełny, mięsa i skór. Jedynie na obszarze Antarktydy nie występuje żadna aktywność gospodarcza.
Wiele zakładów produkcyjnych uruchomiono na Ziemi Ognistej po wprowadzeniu korzystnych przepisów celnych i podatkowych w 1972 roku, głównie z branży artykułów gospodarstwa domowego oraz elektronicznej. Na wyspie pozyskuje się kruszywa, węglowodory, kilka firm prowadzi tu poszukiwania złóż, także podmorskich.
Turystyka jest wzrastającym działem gospodarki prowincji. Do tutejszych atrakcji turystycznych należą góry, lodowce, lasy, rwące rzeki z wodospadami, wybrzeża morskie, miejsca zagospodarowane na potrzeby uprawiania narciarstwa – wszystko to w niewielkiej odległości od miast. Surowe piękno tej ziemi sławili Juliusz Verne i Karol Darwin.
Najwięcej turystów odwiedza miasto Ushuaia. W nim popularnym celem wycieczek jest Muzeum Końca Świata i stare więzienie. Z miasta warto udać się do pobliskiego Parku Narodowego Ziemi Ognistej (Parque Nacional de Tierra del Fuego), na którego skraju kursuje ciekawa, zabytkowa kolejka Tren del Fin del Mundo, w okolice Jeziora Fagnano (Lago Fagnano) i statkiem na wysepki na Kanale Beagle ze słynną latarnią Les Eclaireurs, zamieszkiwane przez uchatki patagońskie. Odleglejszymi celami wypraw wyruszającymi z Ushuaia jest Wyspa Stanów, Park Narodowy Przylądka Horn, chilijska wyspa Navarino i od niedawna Antarktyda. Turyści mogą w okresie antarktycznego lata korzystać m.in. z argentyńskiej stacji badawczej Marambio.
Falklandy zyskały sławę dzięki konfliktowi z Wielką Brytanią, jednakże obecnie nie są popularnym miejscem i niewielu turystów decyduje się je odwiedzić.

## Podział administracyjny
Prowincja jest podzielona na cztery departamenty (departamentos), tylko nad pierwszymi dwoma z nich faktyczną kontrolę sprawuje Argentyna:
1. Ushuaia (stolica Ushuaia)
2. Río Grande (stolica Río Grande)
3. Antártida Argentina: na południe od równoleżnika 60° S, z tego powodu roszczenia Argentyny są niezgodne z Układem Antarktycznym. Sektor ten leży między 25°W a 74°W. Jest niezamieszkany, poza załogami stałych baz antarktycznych (stolica: baza Esperanza). Orkady Południowe również leżą poniżej 60° S, objęte są zatem traktatem Antarktycznym, jednakże Argentyna uznaje je za część innego departamentu, Islas del Atlántico Sur.
4. Islas del Atlántico Sur: Falklandy (Malvinas) oraz wyspy Georgia Południowa i Sandwich Południowy, będące terytorium zależnym Wielkiej Brytanii, do którego Argentyna rości sobie prawa, oraz Orkady Południowe, leżące poniżej równoleżnika 60° S i z tego powodu objęte traktatem antarktycznym.